# Enzootische Streptokokkenmeningitis der Schweine
Die Enzootische Streptokokkenmeningitis der Schweine oder kurz Streptokokkenmeningitis der Schweine ist eine Infektionskrankheit, die beim Schwein auftritt und durch das Bakterium Streptococcus suis, aus dem Stamm der Firmicutes verursacht wird.
Da Streptococcus suis auch humanpathogen ist und zu Meningitis führen kann, handelt es sich um eine Zoonose.

## Epidemiologie
S. suis besiedelt die Mandeln von älteren Schweinen, die jedoch zumeist latent infiziert sind, klinisch also gesund erscheinen. Diese latent Infizierten, aber auch andere Tierarten oder der Mensch können den Erreger in freie Bestände einschleppen.
Die Übertragung der Infektion kann über Maul, Nase oder Hautverletzungen, sowie als Tröpfcheninfektion erfolgen. Saugferkel stecken sich oft während oder bald nach der Geburt bei der Muttersau an. Die Infektion manifestiert sich dann typischerweise zwischen der 2. und 20. Lebenswoche.
Es wird zwischen 35 unterschiedlichen Serotypen unterschieden. Serovar 1 führt vor allem bei Saugferkeln ab der 2. Lebenswoche zu Erkrankungen. Die weltweit häufigste Variante, Serovar 2 tritt bei Absatzferkeln ab 4 Wochen und älteren Tieren bis 20 Wochen auf. Serotyp 9 ist die in Europa häufigste Variante.

## Krankheitsbild
Zuerst äußert sich die Krankheit in einer Streuungsphase mit Fieber und Fressunlust. Später lassen sich die Erreger in verschiedenen Organen nieder (Hirnhäute, Gelenke und Lunge); es kommt zu einer eitrigen Hirnhautentzündung (Meningitis), Entzündung mehrerer Gelenke (Polyarthritis) und Lungenentzündung. Auch eine Herzmuskelentzündung tritt, wenn auch selten auf.
Die Symptome sind motorische Ausfallserscheinungen (Ruderbewegungen), Krämpfe, Lahmheiten und Atemnot.
Die Bakterien können in folgenden Lokalisationen nachgewiesen werden und dort Infektionen verursachen:
- an serösen Häuten: Meningen, Synovialis (Gelenkinnenhaut), Pleura, Bauchfell, Herzbeutel
- in der Lunge
- im Urogenitaltrakt
- am Nabel
- im Herz
- im Ohr

## Diagnose
Zur Diagnostik dient vor allem die Klinik. Auch ein gutes Ansprechen auf Penicillin ist ein Hinweis. Beweisend ist jedoch nur der Erregernachweis in einzelnen Organen, Hirn- oder Gelenkflüssigkeit.
Die Symptome einer Streptokokkenmeningitis sind vom Serotyp abhängig Typisch sind: Fieber, Koordinationsstörungen, Krämpfe, Seitenlage, Nystagmus, Opisthotonus, Hyperästhesie und Fazialislähmung.
Mögliche Differenzialdiagnosen:
- Ödemkrankheit der Schweine
- Haemophilus parasuis
- Aujeszky-Krankheit
- Porzines Teschovirus 1
- Vergiftung (z. B. Kochsalz oder Selen)

## Therapie
Penicillin ist das Mittel der Wahl. Alternativen sind Ampicillin, Amoxicillin, Oxacillin, Ceftiofur und Tylosin.